# Stenografia

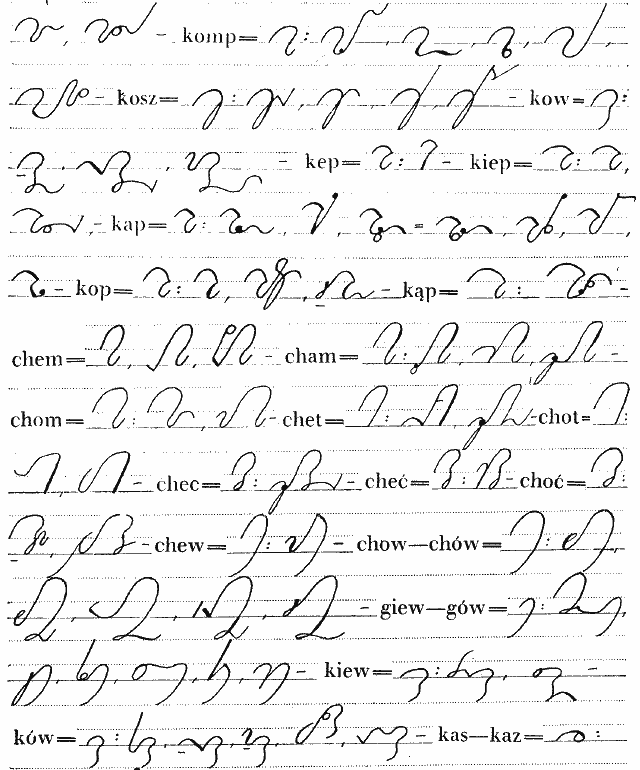
Przykładowe grupy zgłoskowe systemu stenograficznego Polińskiego

Stenografia (gr. stenós „ciasny”, gráphein „pisać”), tachygrafia (gr. tachýs „szybki”) – skrócona, symboliczna metoda zapisu; zwiększa jego szybkość lub zwięzłość, w porównaniu z tradycyjnymi dla danego języka metodami. Istnieje wiele form zapisu stenograficznego, więcej niż klasycznych alfabetów, czyli tzw. pisma długiego. Najlepsze z nich pozwalają dobrze wytrenowanemu stenografowi pisać szybciej niż ktokolwiek zdolny jest mówić.
Stenografia cieszyła się znacznie większą popularnością w przeszłości, przed wynalezieniem przenośnych urządzeń do nagrywania głosu. Metody stenograficzne, zwane też systemami, nakierowane były albo na zapis bieżącej mowy (przede wszystkim w parlamentach), albo na usprawnienie pracy biurowej i dziennikarskiej (także w wojsku). W wielu krajach nagrania dźwiękowego wciąż nie uznaje się za dowód sądowy, w przeciwieństwie do stenogramu. W niektórych stanach USA protokołowane są rozprawy sądowe przez stenografów piszących na maszynach do stenotypii.

## Historia

### Starożytność

#### Uwaga wstępna
Systemy pisemne powstałe ewolucyjnie od pisma obrazkowego (np. pismo hieratyczne, pismo demotyczne od hieroglifów, czy np. współczesne pismo arabskie, które jest o wiele szybsze od pisma łacińskiego) należałoby zaliczyć do stenografii, gdyż wydatnie przyspieszały proces utrwalania myśli, ale nie były one jeszcze tak skuteczne, żeby pozwalać na zapis bieżącej mowy. Do systemów stenograficznych zaliczać należy metody utworzone specjalnie w celu jak najszybszego pisania.
Potrzeba protokołowania obrad i przemówień związana jest bezpośrednio z demokratycznymi formami sprawowania władzy.

#### Starożytne Chiny

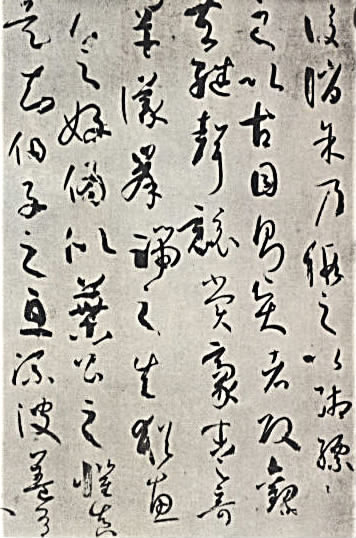
Pismo trawiaste w Traktacie o kaligrafii Sun Guotinga

W cesarskich Chinach powstało pismo urzędnicze na bazie pisma chińskiego, zwane caoshu, czyli pismo trawiaste. Wymagało wysokich kwalifikacji i doskonałej znajomości systemu, ponieważ było bardzo trudne w odczycie.

#### Starożytna Grecja
Wynalazek pisma stenograficznego przypisuje się Ksenofontowi, uczniowi Sokratesa. Zachowało się niewiele zabytków, głównym jest Kamień Akropolski z ok. 4 w. p.n.e. (przechowywany w Muzeum Brytyjskim). Był to system sylabiczny, czyli w jednym znaku zapisywano całą sylabę.
W czasach rzymskich wykłady Epikteta zostały spisane po grecku przez Flawiusza Arriana za pomocą znaków stenograficznych.

#### Starożytny Rzym

##### Brachygrafia
Powszechne stosowanie prawa i republikańskie mechanizmy sprawowania władzy spowodowały potrzebę protokołowania procedur. Przy urzędach zatrudniano licznych pisarzy, zwanych notariuszami. Opracowali oni początkowo na swój użytek system zapisu skrótowego, który w II w. p.n.e. Enniusz (239–169 r.p.n.e.), poeta rzymski, skodyfikował do listy około 1000 najpopularniejszych oznaczeń notae vulgares. Najsłynniejsze z nich (niektóre przetrwały do dziś) to:
- SPQR – Senatus Populusque Romanum
- NB – Nota Bene
- AUC – Ab Urbe Condita – Od Założenia Miasta (oznaczenie daty)
- oznaczenie liczby mnogiej przez podwojenie, np.: P = pater (ojciec), PP = patres (ojcowie)
- oznaczenie płci przez odwrócenie, np.: F = filius (syn),  = filia (córka)
- ligatury, np. & (et)
- etc. = et cetera (i tak dalej)

Skróty brachygraficzne używane są w różnych postaciach do dziś.

##### Noty tyrońskie

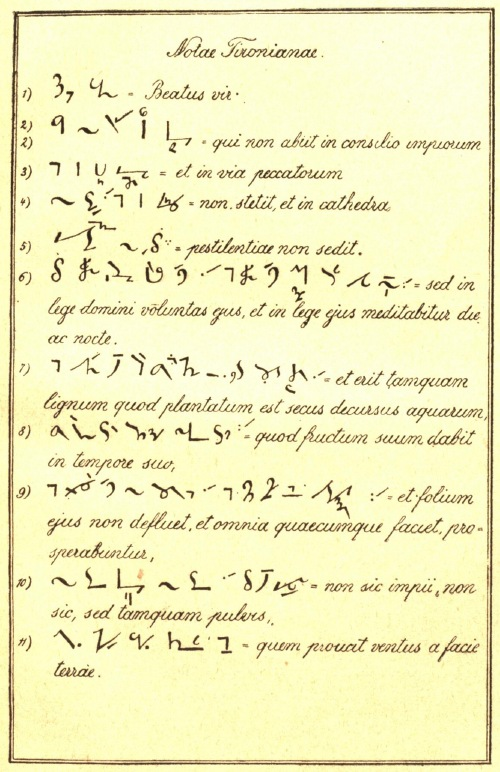
Przykład not tyrońskich z transkrypcją

Wynalazek pierwszego systemu stenograficznego (a właściwie tachygraficznego) przypisuje się Markowi Tuliuszowi Tyronowi, wyzwoleńcowi i długoletniemu przyjacielowi Marka Tuliusza Cycerona. Stworzył on uproszczony alfabet tachygraficzny, dopasowany do ówcześnie stosowanych narzędzi piśmienniczych, który oprócz prędkości zapewniał odpowiednią czytelność zapisu. Zaprojektował także pierwsze ok. 200 znaków specjalnych (siglae), czyli znaczników dla najczęściej powtarzających się wyrazów i pojęć. System szybko zdobył popularność w urzędach i handlu, i był wzbogacany o coraz to nowe znaczniki. Został uporządkowany przez Senekę, który „zamroził” rozwój siglae na liczbie 5000
. Oprócz znaczników noty tyrońskie posługiwały się również znanym wcześniej systemem skrótów brachygraficznych.
Cesarz Tytus Flawiusz miał, według Swetoniusza (Żywoty cezarów, Divus Titus werset 3), „bardzo szybko zwykł stenografować, bawiąc się i żartobliwie ścigając ze swymi sekretarzami” (E pluribus comperi, notis quoque excipere velocissime solitum, cum amanuensibus suis per ludum iocumque certantem(...)).
Noty tyrońskie zdobyły znaczną popularność wśród chrześcijan, którzy stosowali je do spisywania świadectw męczeństwa i protokołowania soborów.
Wraz z upadkiem Rzymu i narodzinami państw feudalnych zapotrzebowanie na tachygrafię stopniowo spadało. Uważa się, że sztuka ta wygasła około 1000 r.n.e. Zabytki not tyrońskich przechowały się w bibliotekach klasztornych.

### Renesans stenografii

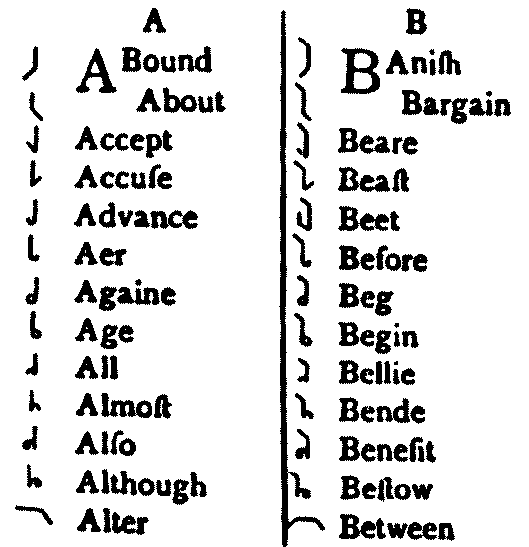
Przykład stenografii w systemie Timothy Brighta (Characterie)

Zainteresowanie stenografią odrodziło się w XVI-wiecznej Anglii. Parlamentaryzm, spory religijne epoki Stuartów i dynamiczny rozwój gospodarczy wytworzyły potrzebę metody szybkopisania. W roku 1588 Timothy Bright wydał drukiem Characterie; An Arte of Shorte, Swifte and Secrete Writing by Character, podręcznik do pierwszej od wieków skodyfikowanej stenografii opartej na średniowiecznych pracach Johna z Tilbury. Jego system składał się z ok. 5000 arbitralnych znaków stworzonych na zasadzie funkcjonalnej. Autorem słowa stenografia był John Willis, który w 1602 roku wydał Art of Stenography z pierwszym systemem fonetycznym.
Trudno opisać wszystkie metody stenograficzne, ponieważ od czasów Timothy Brighta do końca II wojny światowej tylko dla języka angielskiego naliczono ponad 460 systemów. Niektóre różniły się od pierwowzorów tylko kosmetycznymi poprawkami, niewiele wprowadzało istotne nowości do sztuki i teorii stenografii.

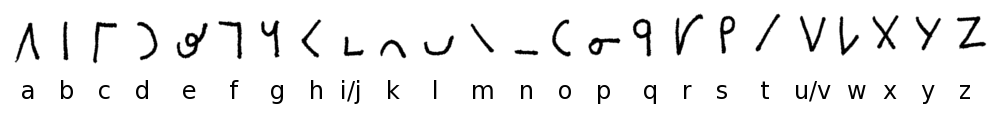
Alfabet systemu Sheltona

W 1626 roku Thomas Shelton wydał podręcznik pt. Tachygraphy. System jego stał się bardzo popularny, również wśród studentów najlepszych brytyjskich uniwersytetów. Używali go Samuel Pepys i Izaak Newton, jak również trzeci prezydent USA Thomas Jefferson. System Sheltona został przetłumaczony na język szwedzki i jako pierwszy od Starożytności użyty do dokumentowania obrad parlamentu.

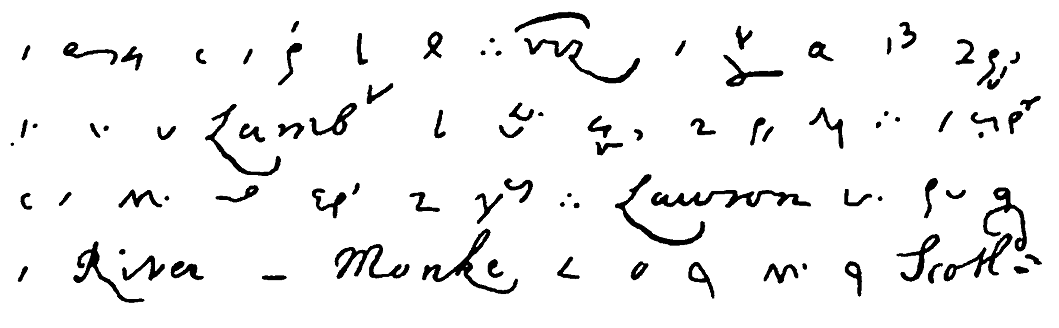
Fragment pamiętników Pepysa pisany systemem Sheltona

### Oświecenie

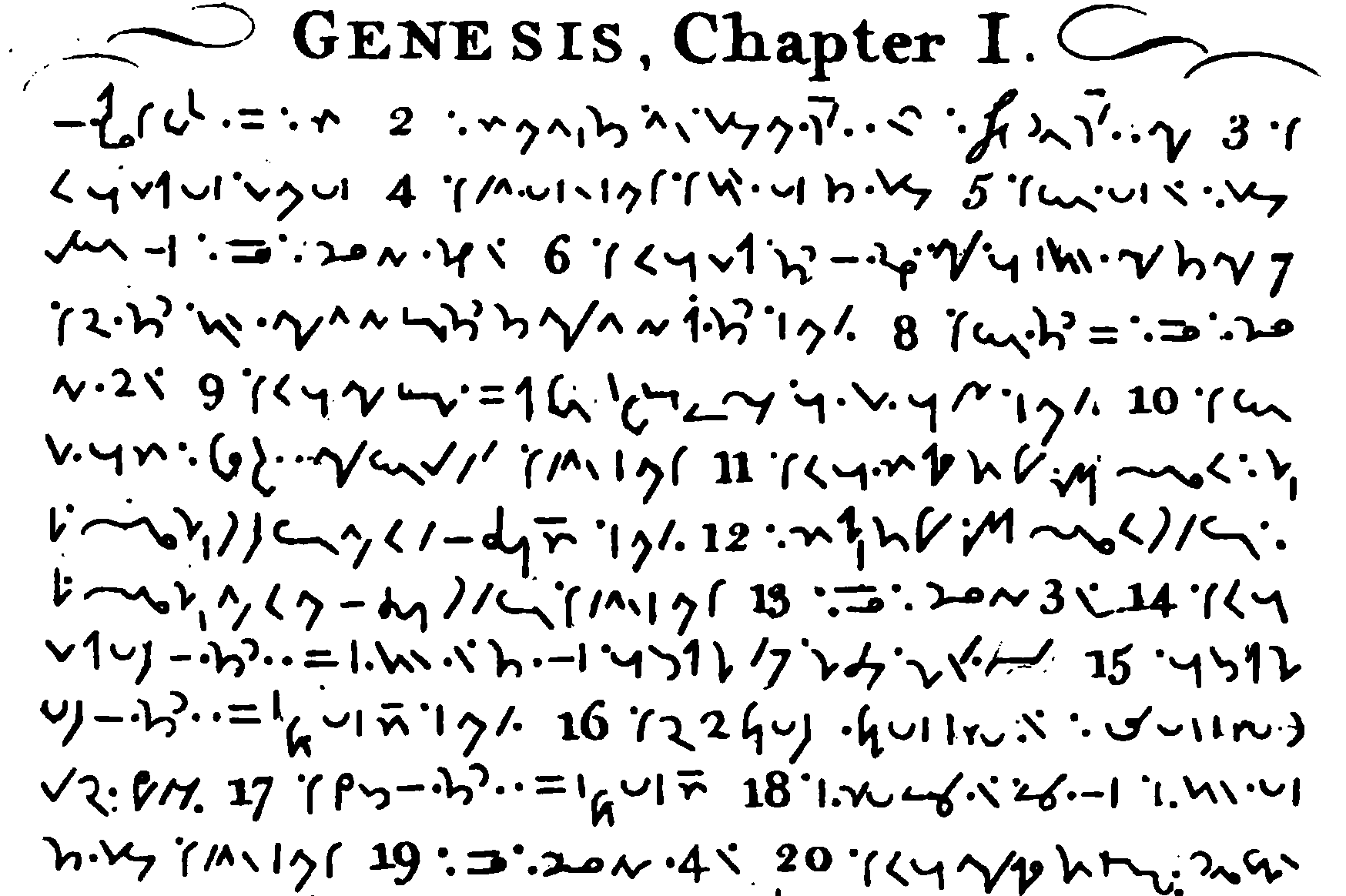
Przykład stenografii w systemie Gurneya

W 1753 roku ukazał się system Thomasa Gurneya, na podstawie Williama Masona. Stał się najpopularniejszym systemem szybkopisania w Imperium Brytyjskim, aż do utrwalenia się pozycji Fonografii Pitmana. Metodą tą posługiwał się pisarz Charles Dickens. Rodzinna firma Gurneyów świadczyła usługi stenograficzne przy pomocy tej metody jeszcze w XX wieku.

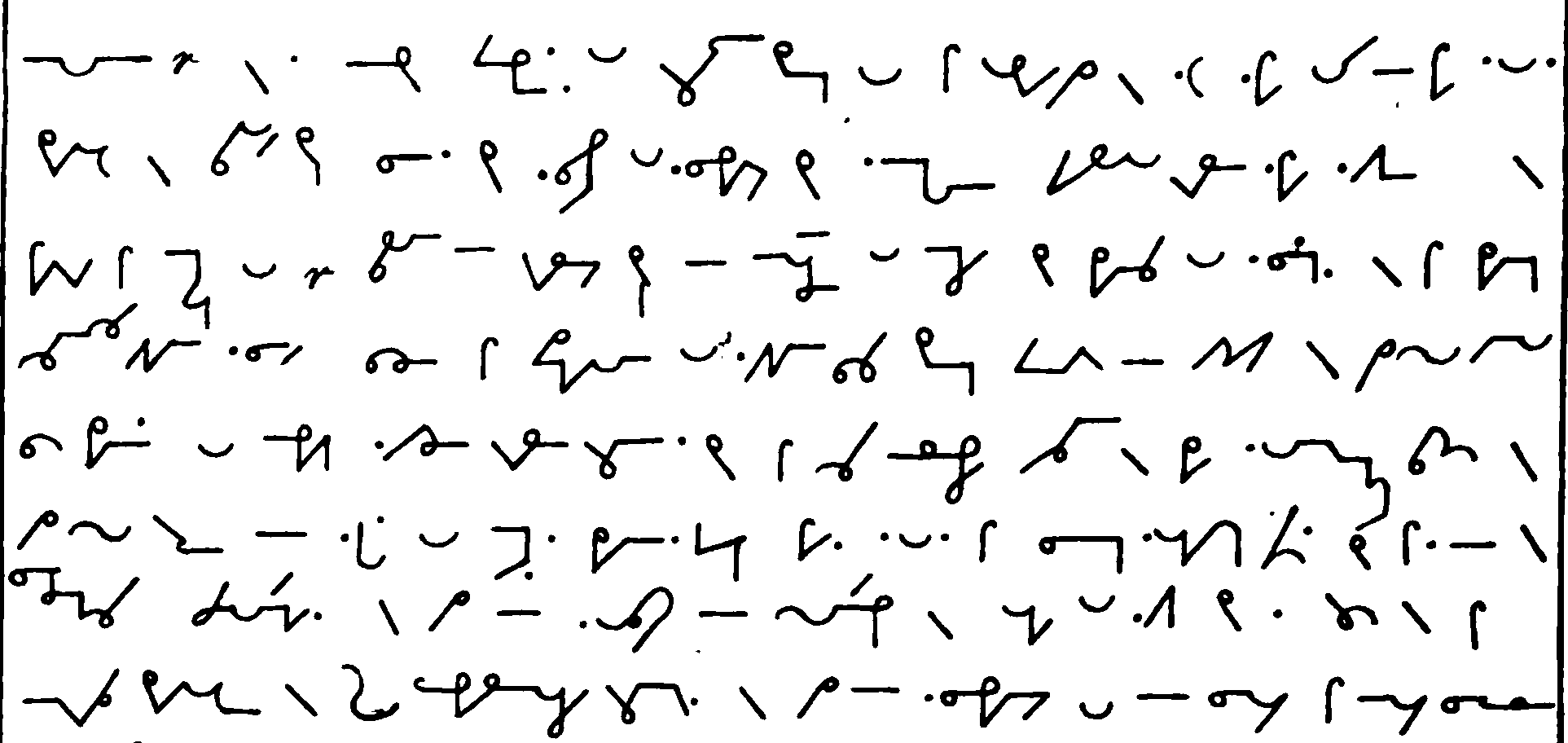
Przykład stenografii w systemie Taylora

W 1786 roku Samuel Taylor opublikował najczęściej tłumaczony na inne języki system stenograficzny. Składał się zaledwie z 19 znaków dla spółgłosek, samogłoski oznaczano kropkami, jeżeli było to niezbędne dla zrozumienia zapisu. Wprowadził jako standard do stenografii połączenie skrótowego zapisu i specjalnego alfabetu jako metody szybkopisania. System Taylora został przetłumaczony na francuski (np. system Bertina), włoski (Delpino), niemiecki (Mosengeil), hiszpański (Marti) i inne, w tym na polski przez francuskiego emigranta, Feliksa Saxe.

### Nowoczesność
Stenografia anglojęzyczna konsekwentnie budowana była z wykorzystaniem znaków geometrycznych. Jednak większość języków europejskich (przede wszystkim germańskich i słowiańskich) ma o wiele bogatszą fonetykę i gramatykę, której ubogim zestawem znaków Taylora nie dało się oddać. Stąd w niektórych krajach powszechne zastosowanie stenografii opóźniło się nawet o 200 lat w stosunku do Anglii.

#### Franz Xaver Gabelsberger

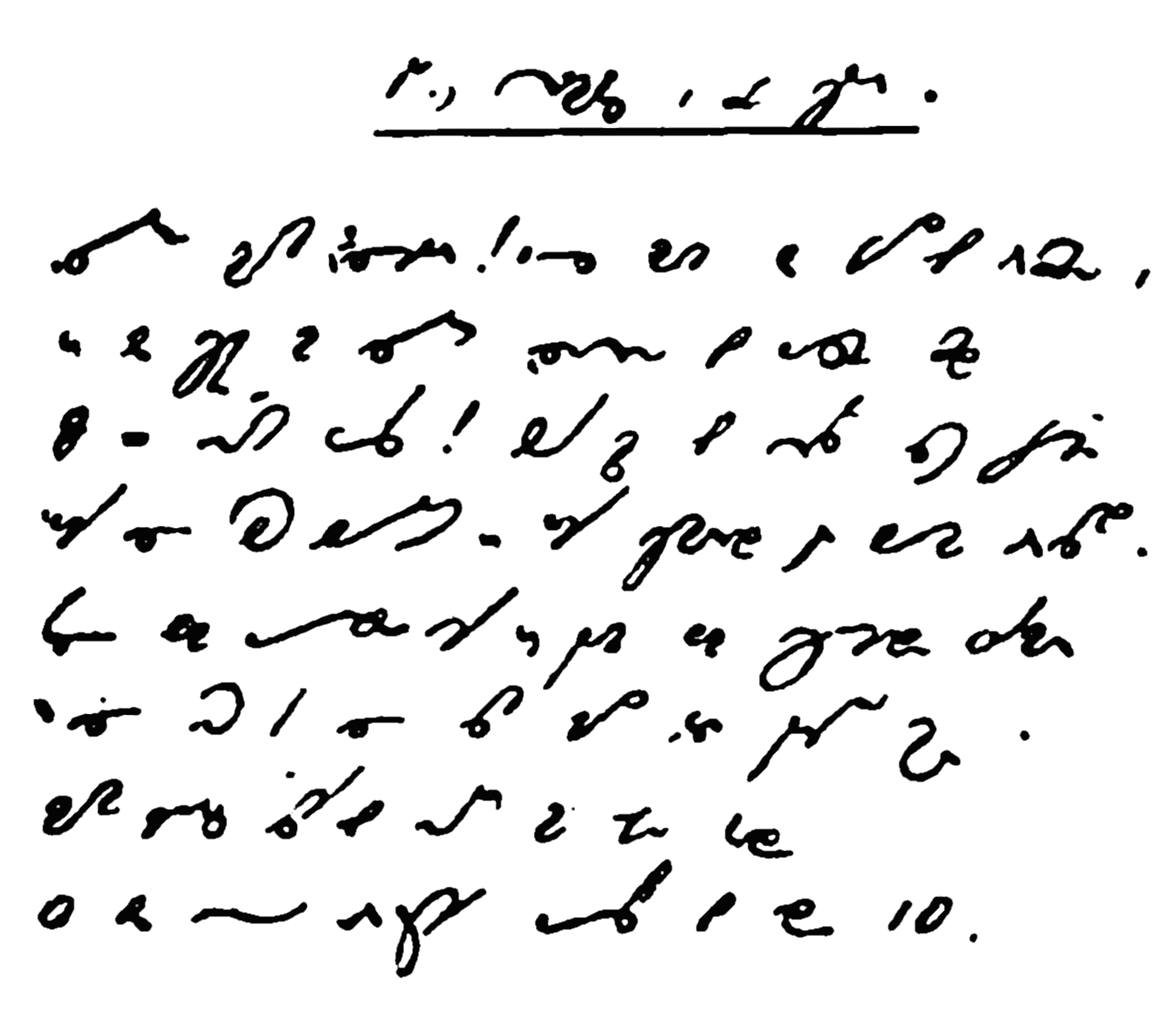
Przykład pisma w systemie Gabelsbergera z jego podręcznika

W 1834 roku pracę swoją sejmowi bawarskiemu przedstawił Franz Xaver Gabelsberger. Zerwał z angielską tradycją stenografii geometrycznej i opracował zupełnie nowe podejście: znaki kształtem nawiązujące do zwykłego pisma odręcznego. Nie oznacza to, że są one cząstkami liter pisma długiego, lecz ułożono je tak, by ręka nawykła do pisania nie odczuwała różnicy, czy pisze pismem długim, czy stenograficznym.
W stenografii Gabelsbergera zastosowano wiele nowatorskich technik, niektóre z nich pełne zastosowanie znalazły dopiero poza językiem niemieckim. Metoda kursywna (zwana też graficzną) dawała ogromne możliwości tworzenia skrótów i znaczników – stałych symboli dla słów. Samogłoski mogły być w niej symbolizowane położeniem spółgłoski następnej lub poprzedniej (i pismo wznosiło, u opuszczało), można je było wpisywać w spółgłoski przez zmianę ich kształtu (o symbolizowano wyokrągleniem obłych części spółgłoski). A symbolizowano tzw. znamieniem naciskowym, czyli pogrubieniem kreski przez zwiększony nacisk pióra lub ołówka (tzw. cieniowanie). Różne znaki można było pisać w różnych kierunkach i zmieniać ich znaczenie choćby tylko przez zmianę nachylenia.
Wielkie możliwości tworzywa graficznego tej metody pozwoliły na szybką jej adaptację na praktycznie wszystkie języki europejskie. Choć dla języka francuskiego, angielskiego, czy hiszpańskiego również ułożono system kursywny, dalej panowała w nich stenografia geometryczna pochodzenia angielskiego. Pochodne od Gabelsbergera systemy opanowały przede wszystkim kraje na wschód od Renu.

#### Izaak Pitman

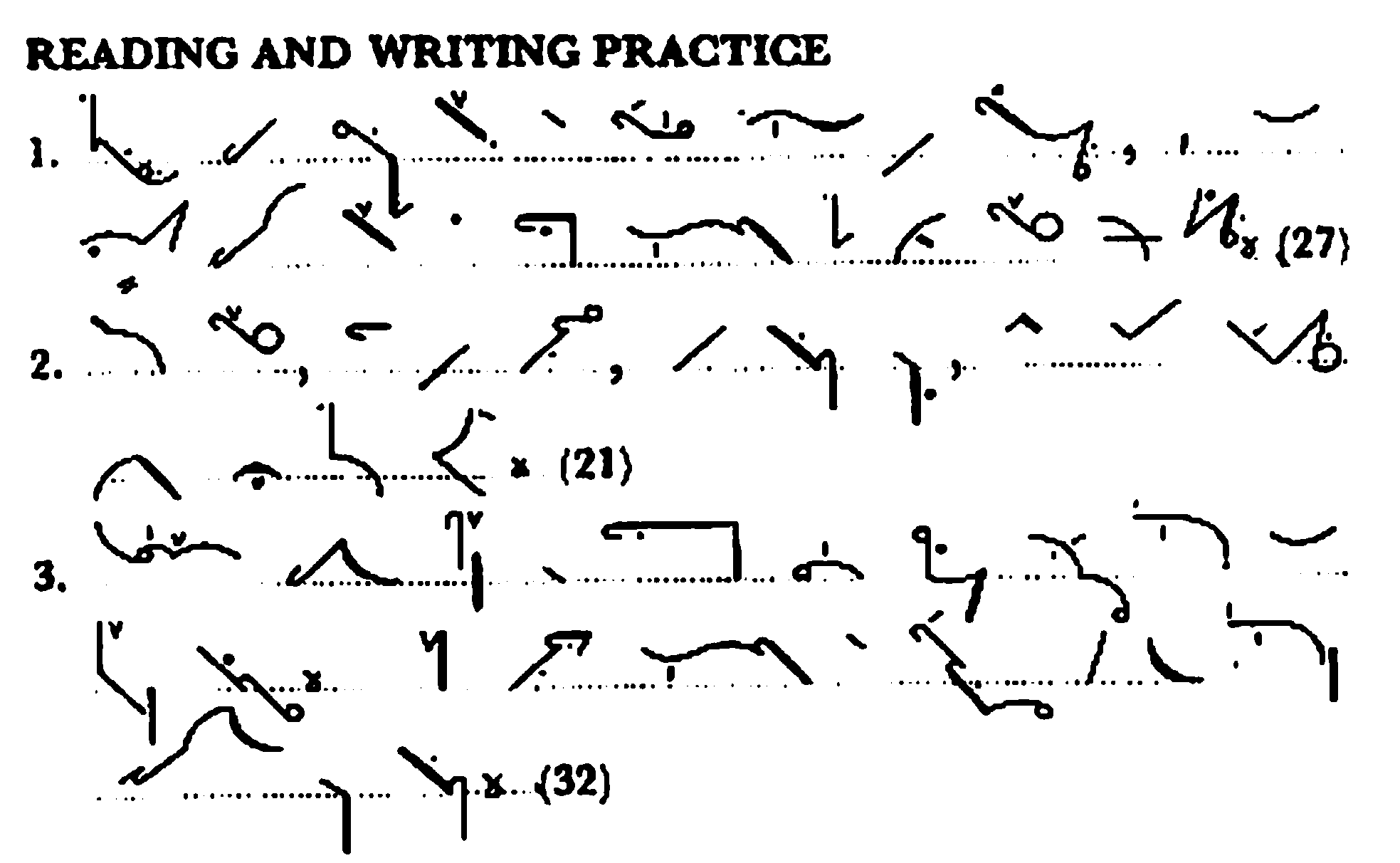
Przykład systemu Pitmana we współczesnej wersji Pitman 2000, wyimek z podręcznika

W 1837 roku ukazała się książeczka autorstwa Izaaka Pitmana pt. Stenographic Soundhand. Jego metoda, pochodząca od Byroma, na podstawie najnowszych badań językoznawczych i osobistych poszukiwań autora, znacznie rozwijała podejście fonetyczne do ortografii języka angielskiego, pozwalając na biegły i krótki zapis praktycznie każdego słowa. Co ważniejsze, podręcznik do niej sprzedawany był bardzo tanio jak na owe czasy. Dzięki temu jeszcze za życia autora osiągnął kilkumilionową sprzedaż. Pitman założył również firmę „Pitman Training” (czynną do dziś) prowadzącą kursy z zakresu nowoczesnej biuralistyki i – przede wszystkim – stenografii Pitmana. Wynalazł też kształcenie korespondencyjne z wykorzystaniem nowej usługi poczty brytyjskiej, czyli tanich przedpłaconych znaczkami listów, tzw. Penny Black. Stenografia Pitmana na ponad pół wieku opanowała cały świat anglojęzyczny, łącznie z koloniami Korony Brytyjskiej. Brat Izaaka, Ben osobiście stenografował rozprawę Johna Wilkesa Bootha, mordercy prezydenta USA Abrahama Lincolna, co przyniosło ich firmie sławę i na wiele lat ugruntowało przewagę metody Pitmana także w Stanach Zjednoczonych.

#### Wilhelm Stolze

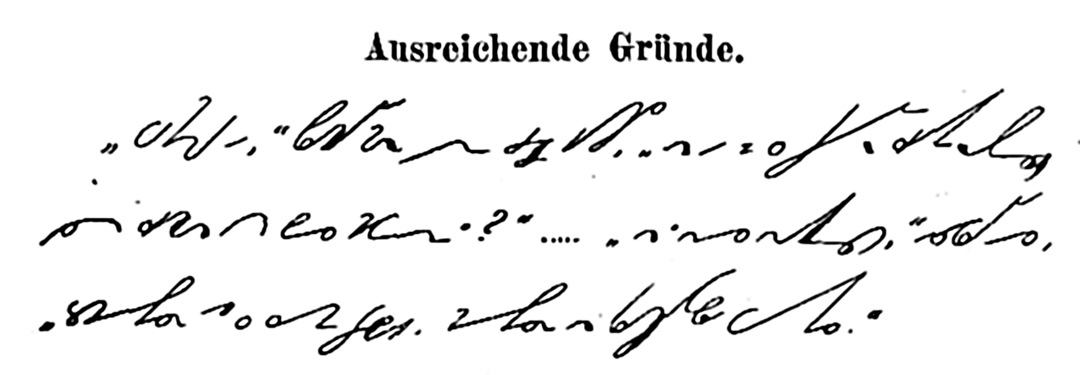
Przykład stenografii systemu Stolze, a właściwie Stolze-Schrey

Podążając za przełomową pracą Gabelsbergera w 1840 roku Wilhelm Stolze ogłosił pierwszy dla języka niemieckiego system oparty na akademickich badaniach językoznawczych. Jednocześnie była to metoda bardzo rygorystyczna pod względem reguł. Zastosowano w niej podejście dla dźwięków podobnych – podobne znaki, zatem pogrupowano głoski według ich metody artykulacji (np. b-p, k-g etc.). System Stolze, po uzupełnieniach dokonanych przez jego ucznia Ferdynanda Schreya, znany dalej jako system Stolze-Schrey stał się drugim pod względem popularności systemem stenograficznym w krajach niemieckojęzycznych.
W skrócie: System Stolze-Schrey uzyskał przewagę w Prusach i Szwajcarii, w południowych Niemczech i Austrii królował system Gabelsbergera.

#### John Robert Gregg

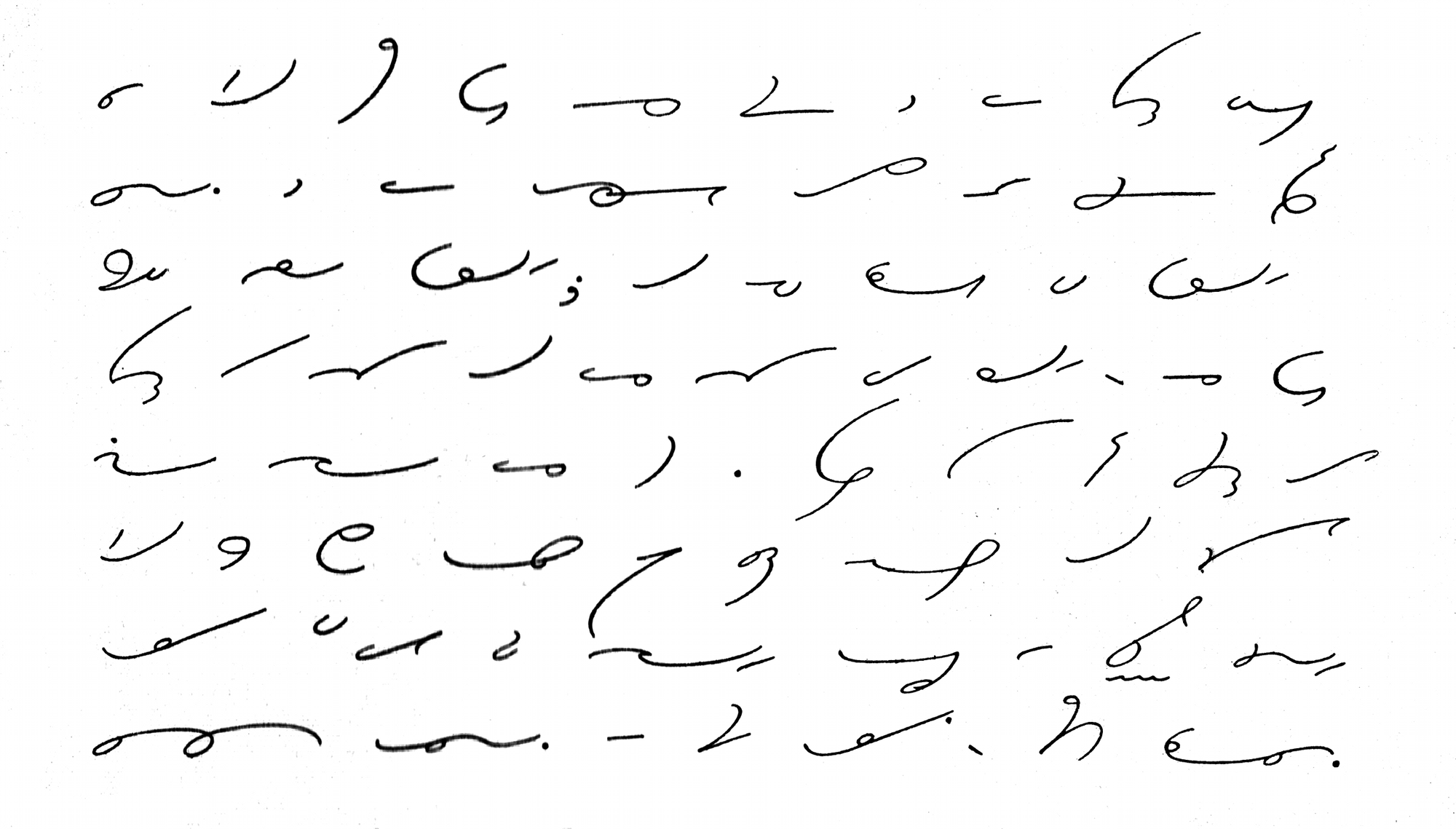
Przykład stenografii w systemie Gregga

John Robert Gregg był nauczycielem oraz pasjonatem stenografii. Stworzył system o nazwie Gregg Shorthand (pierwsza publikacja w roku 1888), który miał w założeniu pozostać przy geometrycznej, angielskiej metodzie, biorąc jednocześnie wszystko, co najlepsze z osiągnięć metod kursywnych (np. Gabelsbergera). Stąd, zamiast na prostych formach geometrycznych, oparł się na elipsach, jako podstawowych wzorcach kształtów, a połączenia między znakami wywodził tak, aby były zgodne z motoryką piszącej ręki. Jednocześnie zarzucił pogrubianie (czyli cieniowanie), stąd pierwotnie system jego nazywał się Light-Line Phonography. Wszystkie brzmienia języka oznaczane były zatem jakąś kreską, ale zawsze tej samej grubości. W ten sposób powstała nowa kategoria metod stenograficznych – półkursywna, lub semigeometryczna.
System Gregga zdobył ogromną popularność w Stanach Zjednoczonych. Wykładano go na wszystkich uniwersytetach i prawie wszystkich szkołach średnich. Jest to prawdopodobnie system o najbogatszych zasobach materiałów dydaktycznych i szkoleniowych. Podobnie jak systemem Pitmana, przepisywano nim słynne powieści literatury światowej, aby adepci mogli się ćwiczyć w odczytywaniu pisma. Dobrze się rozwijającą karierę zdusił dopiero wynalazek elektronicznego Stenotypu w USA (czyli maszyny do stenotypii).

#### Robert Boyd
Robert Boyd stworzył swój system stenograficzny w 1903 i rozszerzył go w 1912. System ten polega na reprezentacji znakowej sylab, a nie głosek czy liter. Każdy symbol charakteryzuje kształt, odpowiadający za samogłoskę, oraz orientacja, odpowiadająca za spółgłoskę. Można także zapisywać poszczególne litery poprzez zmniejszenie znaku. System cechują drobne różnice między znakami oraz łatwość nauki.

#### System Teeline

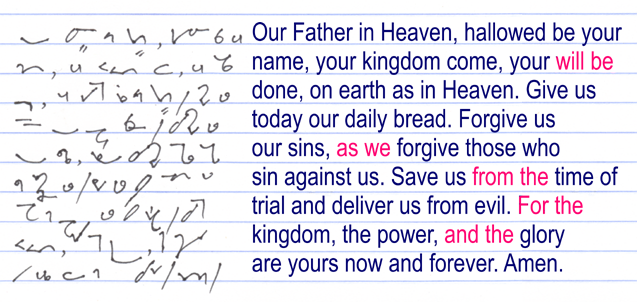
Modlitwa Pańska zapisana systemem Teeline

Wynaleziony przez nauczyciela stenografii systemu Pitmana, Jamesa Hilla, w 1952 roku nazywał się jeszcze Boscript i ukierunkowany był na usprawnienie pracy szpitali. W 1966 roku został zaprezentowany dziennikarzom, którzy zażądali tego narzędzia dla siebie. Od 1968 roku stenografowanie tą metodą uznaje się oficjalnie jako wymaganą umiejętność adeptów dziennikarstwa w Commonwealth. Chwalony za prostotę reguł i łatwość nauki system Teeline shorthand jest nakierowany na stenografię notatkową. Rekordziści osiągają w nim zaledwie prędkość, jaką w innych systemach uznaje się dopiero za osiągnięcie podstawowej biegłości w stenografii angielskiej: 150 słów na minutę (wpm). Egzaminy kompetencyjne wymagają od studentów prędkości rzędu 100wpm. Alfabet Teeline został wywiedziony z liter blokowych alfabetu (tzw. „drukowanych”, czyli kapitalików) oraz częściowo z geometrycznego systemu Pitmana. Podstawowa metoda pisania polega na redukcji samogłosek, gdzie to tylko możliwe – studentów zachęca się wręcz, aby ćwiczyli tę umiejętność także pisząc na komputerach, jako że w angielskim odczyt tekstu pozbawionego samogłosek w większości nie sprawia kłopotu. Dla najczęściej używanych słów zaprojektowano znaczniki.

### Stenografia w Polsce
Polska nie leżała całkowicie poza głównym nurtem odkryć naukowych i intelektualnych. Polskie elity były świadome istnienia stenografii, o czym świadczą zapiski np. z pamiętników króla Stanisława Augusta Poniatowskiego o logografach. Prawdopodobnie jednak z przyczyn wskazanych wyżej (brak kursywnego materiału graficznego) nie dało się stworzyć efektywnego systemu dla języka polskiego. Pomimo tego próby takie podejmowano od początku wieku XIX. Zabytki stenografii geometrycznej zachowały się bardzo nieliczne, np. rękopis nr 2937 znajdujący się w Muzeum Czartoryskich w Krakowie zawiera rozdział pt. Variations de la methode Stenographique Française, Adaptées à la langue Polonaise oparty głównie na systemie Coulona de Thévenot. Prawdziwa stenografia polska narodziła się na gruncie metod kursywnych.

#### StenografiaJózefa Polińskiego

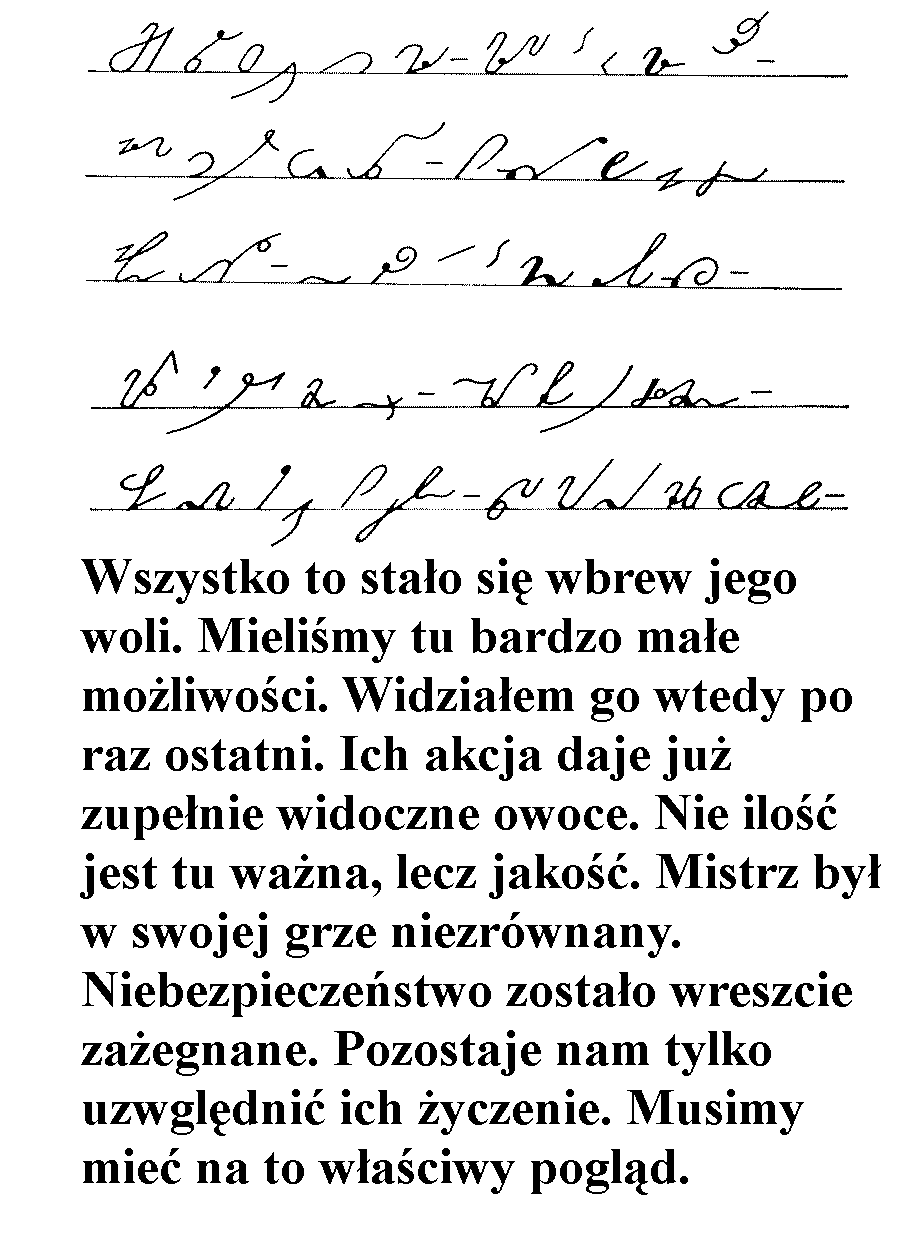
Przykład pisma w systemie Józefa Polińskiego (wersja z lat 70. XX wieku)

Pierwsza jej wersja została wydana w roku 1861 pt. Stenografja polska według zasad Gabelsbergera. Autor oparł się głównie na dokonaniach Gabelsbergera i pracach Jakuba Hegera, pierwszego autora czeskiej stenografii. W konkurencji z innymi systemami, których ukazało się do połowy XX wieku kilkadziesiąt, system Józefa Polińskiego zdobył absolutny prymat w całym kraju. Uznano go za najlepiej dostosowany do języka polskiego. Po II wojnie światowej stał się praktycznie jedynym parlamentarnym systemem stenograficznym w Polsce.

#### Stenografja PolskaJana Gumińskiego

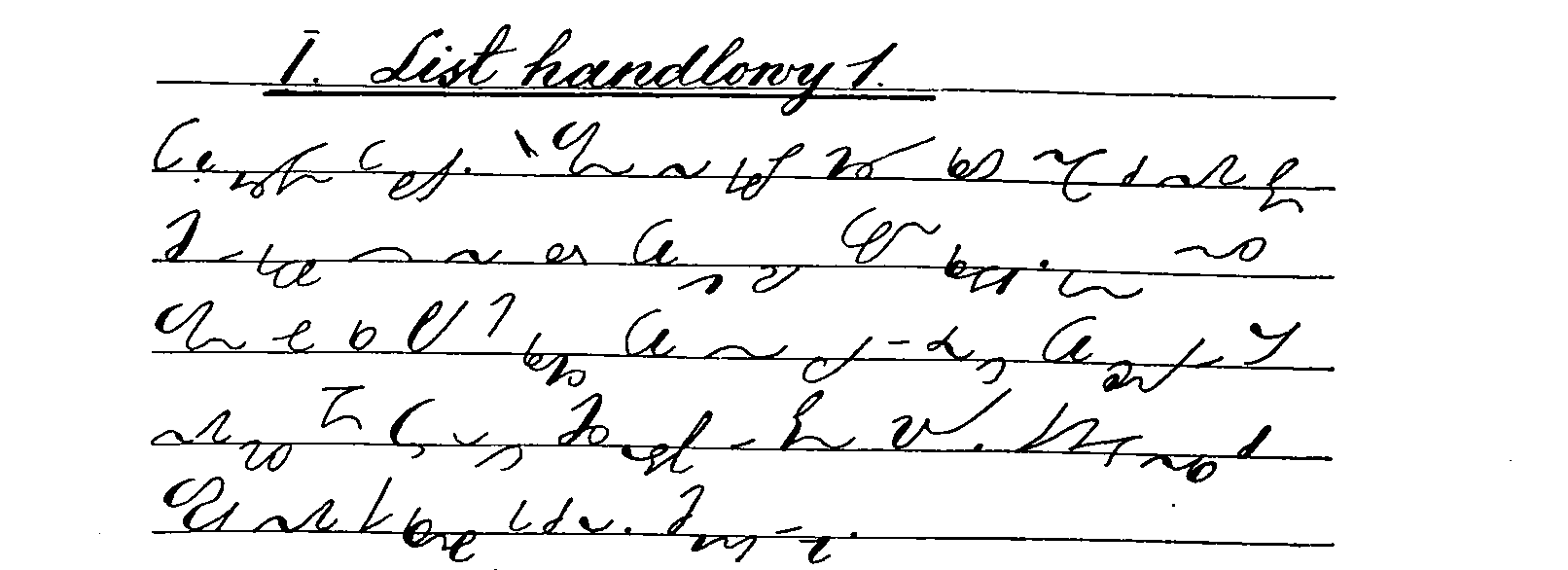
Przykład pisma w systemie Stolze-Gumińskiego

Wydana po raz pierwszy w 1910 roku w Warszawie, dzięki korzystnemu położeniu, zaraz po odzyskaniu niepodległości stała się wiodącym systemem w sejmowym biurze stenograficznym. Był to autorski przekład warszawskiego adwokata Jana Michała Gumińskiego z niemieckiego systemu Stolze. Metoda ta z powodzeniem konkurowała z systemem Polińskiego aż do wybuchu II wojny światowej.

#### Polski system stenografjiStanisława Korbla
Pierwsza wersja podręcznika ukazała się jeszcze w 1917 roku w Krakowie. Po odzyskaniu niepodległości metoda otrzymała rekomendację Rady Szkolnej Krajowej, co spowodowało, że zdobyła dużą popularność, szczególnie na terenach Małopolski. System Stanisława Korbla nauczany był głównie w różnych szkołach i na kursach handlowych. Autor nie ukrywał, że jego intencją było tylko rozwinięcie idei stworzonej wcześniej przez Józefa Polińskiego. Po II wojnie światowej system stopniowo wyszedł z użytku, ponieważ nie przekazywano wiedzy następnym pokoleniom uczniów. Ostatnie wydanie podręcznika datowane było na rok 1949.
W latach późniejszych podręcznik do systemu Korbla został przeredagowany przez Jana Styrylskiego i wydany przez Państwowe Wydawnictwo Szkolenia Zawodowego w roku 1960.

#### Nowa Stenografja PolskaBarbary Balczyńskiej

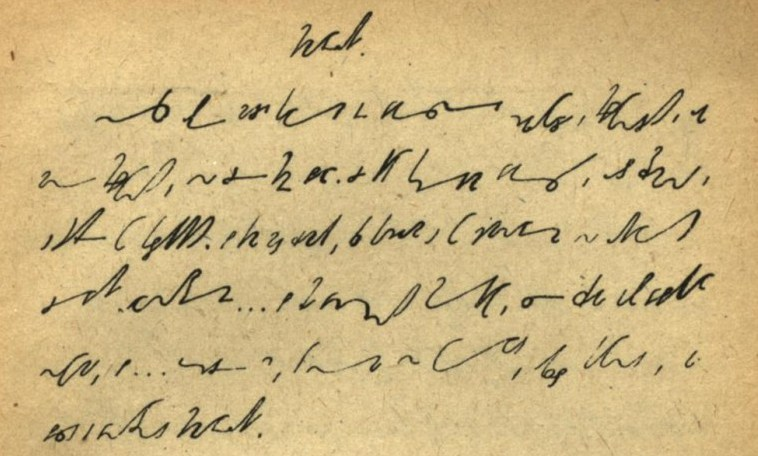
1. akapit nowelki Bolesława Prusa Kamizelka pisany systemem Balczyńskiej

Wydany w 1919 roku w Poznaniu (dalej też w Wilnie, Lublinie i Warszawie) podręcznik przedstawiał inną niż wszyscy metodę, ponieważ od początku ukierunkowaną na stenografię notatkową, kupiecką, a nie parlamentarną. Zatem jej pierwszorzędnym celem był zapis pełny słów i czytelność, a dopiero później prędkość mowy ludzkiej. Barbara Balczyńska bazowała na systemie Stolze-Schrey. System ten miał pewną popularność w Wielkopolsce i na Śląsku, jednak nie przetrwał swojej autorki.

#### Jednolity System Stenografii Polskiej

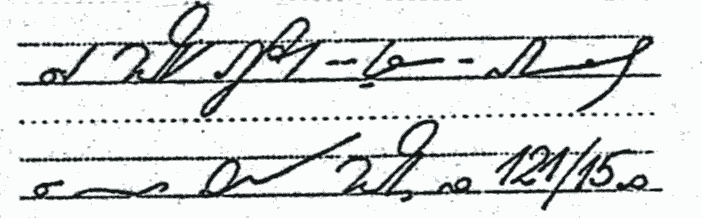
Przykład Jednolitego Systemu Stenografii Polskiej R. Łazarskiego

Opracowany w latach 1953–1956 przez Ryszarda Łazarskiego i Teresę Łazarską był adaptacją radzieckiego Jednolitego Państwowego Systemu Stenografii, bazującego na systemie Karla Scheithauera. Nauczany do dziś w Państwowym Studium Stenotypii i Języków Obcych przy ulicy Ogrodowej w Warszawie, wśród stenografów parlamentarnych nie cieszył się dużą popularnością. Znalazł zastosowanie wśród pracowników biurowych dużych instytucji socjalistycznego państwa. Spotykał się z krytyką zawodowych stenografów sejmowych za zbytnie podążanie za fonetyką rosyjską, a niedostateczne dostosowanie do języka polskiego. Ma jednak jedną zaletę, ważną współcześnie: nie występuje w nim cieniowanie, czyli pogrubianie kreski dla symbolizacji jakiegoś znaczenia, zatem nadaje się do użycia z dowolnym narzędziem do pisania dostępnym współcześnie. Jest to system zaplanowany jako stenografia notatkowa, z dużym zapasem znaczników z dziedziny zarządzania i polityki.

## Klasyfikacja systemów stenograficznych

### Podział systemów stenograficznych ze względu na zastosowanie

#### Systemy parlamentarne
Są to metody stenograficzne profesjonalne, zaprojektowane od początku pod kątem zapisu bieżącego dyskusji, przemówień, zebrań itp. Dają możliwość pisania z ogromnymi prędkościami, ale stawiają przed stenografem wysokie wymagania – dokładności i kaligrafii podczas stawiania znaków. Czytelność w tych systemach podporządkowano szybkości. Zaopatrzone są w duże zbiory znaczników, szczególnie frazeogramów, które jednym znakiem symbolizują całe związki frazeologiczne. Powszechne też w nich jest stosowanie skrótów zdaniowych, czyli wykorzystanie faktu, że w zdaniach występują pewne sztywne grupy wyrazów, co szczególnie jest widoczne w językach pozycyjnych, i zaznaczanie tych grup zwykle pierwszym ich wyrazem. Używanie metody parlamentarnej wymaga wielu lat ćwiczeń i codziennego treningu. Porównuje się to do wirtuozerskiego opanowania gry na instrumencie muzycznym. Każdy stenograf parlamentarny z czasem dodatkowo opracowuje setki własnych znaczników, które czynią jego stenogram nieczytelnym lub bardzo trudnym do odczytania dla innych.
Systemy parlamentarne, jako mniej czytelne, w dużym stopniu bazują na pamięci krótkotrwałej stenografa. Stenogram powinien zostać przetranskrybowany (przepisany na maszynie/w edytorze tekstu) natychmiast po zapisaniu.

#### Systemy notatkowe
Zaprojektowane z myślą o usprawnieniu pracy biurowej i biznesu. Stawiają mniejsze wymagania dla adeptów sztuki, są także łatwiejsze w pisaniu. Ich zapas znaczników zwykle jest sztywno ustalony, a metody pisania ujęte w reguły i standardy tak, że stenografowie mogą się wymieniać dokumentami i czytać nawzajem. Notatki powinny być na tyle czytelne, że nawet po długim czasie, podobnie jak odręczne pismo długie, nie sprawią kłopotu przy odczycie.
W większości wypadków systemy notatkowe powstały jako pierwszy stopień wtajemniczenia systemów parlamentarnych. Od swoich szybszych wersji różnią się ograniczonym stosowaniem metod, które prowadzą do utrudnionego odczytu i indywidualizacji stenogramu. Dopiero w XX wieku zaczęto projektować samodzielne systemy notatkowe (np. system Scheithauera, lub system Teeline).

### Podział systemów stenograficznych ze względu na tworzywo graficzne

#### Systemy alfabetyczne
Do grupy tej zalicza się systemy stenograficzne, które w całości lub przynajmniej w części oparte są na literach alfabetu pisma długiego. Nie ma w nich zupełnie, lub występują w niewielkiej liczbie, znaków innych niż alfabetyczne oraz powszechnie stosowane symbole typograficzne. Systemem alfabetycznym jest np. amerykański Easyscript.

#### Systemy geometryczne
Alfabety systemów geometrycznych oparte są na prostych formach, jak odcinek (kreska), wycinek okręgu (łuk), okrąg (kółeczko). Zapas dostępnych kształtów jest niewielki, zatem systemy te znajdują zastosowanie zwykle w językach o ubogiej fonetyce i prostej gramatyce. Systemem geometrycznym jest np. angielski Pitman shorthand.

#### Systemy kursywne
Metody, których abecadło oparte jest na kształtach spotykanych w odręcznym piśmie długim. Nie oznacza to, że znaki systemów kursywnych są cząstkami liter alfabetycznych, a jedynie, że wykorzystują nawyki piszącej ręki. Możliwości kursywnego tworzywa graficznego są prawie nieograniczone, stąd systemy kursywne przyjęły się dobrze w językach słowiańskich, bałtyckich i germańskich, o bogatej fonetyce, długich słowach i rozwiniętej gramatyce, z czego wynikała potrzeba tworzenia większej liczby znaków bazowych. Systemem kursywnym jest np. niemiecki Einheitskurzschrift.

#### Systemy półkursywne (semigeometryczne)
Łączą w sobie cechy dwóch powyżej opisanych metod. Kształty znaków są geometryczne, ale dopasowane do naturalnych ruchów ręki. Systemem półkursywnym jest np. Gregg Shorthand.

### Podział systemów stenograficznych ze względu na ortografię i fonetykę
Ponieważ każda z wymienionych niżej metod ma swoje wady i zalety z punktu widzenia stenografii, większość systemów w różnym stopniu wykorzystuje każdą z nich, zależnie od specyfiki języka i samego systemu stenograficznego.

#### Metody fonetyczne
Najpopularniejsze podejście, gdyż każe tworzyć znaki do dźwięków danego języka. W ten sposób likwiduje się wszystkie dwuznaki i dyftongi. Zależnie od języka daje to korzyść w postaci zmniejszenia liczby znaków do napisania od 1% do nawet 40% (np. dla języka angielskiego).

#### Metody sylabiczne
Metoda polegająca na tym, że tworzy się znaki dla poszczególnych sylab języka. Poza starożytnością nigdy nie występowała samodzielnie. Zwykle jest częścią zbioru metod składających się na system stenograficzny i używana jest zależnie od potrzeby.

#### Metody literalne
W metodzie literalnej w znakach alfabetu stenograficznego odwzorowuje się litery używane w danym języku. Metoda jako nieefektywna stosowana jest głównie dla wyrazów obcych.

#### Metody funkcjonalne
W systemach funkcjonalnych przypisuje się znaki określonym funkcjom gramatycznym, np. tworzy się uniwersalny znak dla liczby mnogiej, poszczególnych przypadków, trybów itp. Metodą funkcjonalną nazywa się także tworzenie słów etymologicznie, np. córka = kobieta+dziecko.

## Prędkość stenografowania
Pierwszą metodą pomiaru prędkości stenografa było liczenie słów zapisanych w minucie – words per minute, w skrócie wpm. Jednak popularyzacja stenografii wśród innych społeczeństw, poza kręgiem anglojęzycznym, pokazała, że języki różnią się między sobą znacząco, szczególnie pod względem liczby sylab użytych dla danej wypowiedzi, ale też i głosek. Dla porównania, tekst wypowiedziany po polsku będzie miał prawie dwukrotnie więcej sylab niż taka sama wypowiedź po angielsku. Organizująca międzynarodowe konkursy prędkości stenografowania organizacja Intersteno postanowiła, że uniwersalną jednostką pomiaru będą sylaby na minutę, syllables per minute (spm).
Z reguły stenografowie muszą zapisać dyktando trwające co najmniej 5 minut. Znane są też konkurencje, w których dyktando trwa, ze wzrastającą stopniowo prędkością, tak długo, aż „na placu boju” pozostanie ostatni zawodnik.
Przyjmuje się, że przeciętne tempo mowy w języku polskim to 200–250 sylab na minutę (spm). Wykłady uniwersyteckie i przemówienia wygłaszane są znacznie wolniej, w tempie 120–200 spm. Tak samo przeciętne tempo czytania to około 200–300 spm. Mistrzowie stenografii potrafią pisać z prędkością do 497 spm (Josip Hanjs na mistrzostwach Intersteno w 2007 roku). Polscy mistrzowie osiągnęli prędkość 440 spm (Maria Chruściewicz, mistrzostwa Intersteno w 1977 roku).
Uczniowie Państwowego Studium Stenotypii i Języków Obcych zaliczali egzamin ze stenografii po osiągnięciu prędkości 180 spm. Studenci brytyjskich wydziałów dziennikarstwa zaliczają egzamin z Teeline shorthand pisząc z prędkością 80–100 wpm (wpm dla języka angielskiego niemalże równa się spm dla każdego innego języka, w grupie najpopularniejszych 6000 wyrazów w języku angielskim przeważająca większość jest jedno- i dwusylabowa). Każdy, ucząc się samodzielnie, może bez większego trudu i po kilku miesiącach ćwiczeń osiągnąć prędkość 70 spm. Prędkość tę można porównać do sprawnego, bezwzrokowego pisania na klawiaturze.
Relacje adeptów i nauczycieli stenografii pokazują, że w pobliżu prędkości 80 spm następuje plateau, granica łatwego stenografowania. Zwiększenie prędkości wymaga włożenia większego wysiłku i bardziej metodycznej, codziennej nauki. Kolejną granicą, którą przekraczają już tylko profesjonaliści i „sportowcy”, jest 200 spm.

## Słowniczek pojęć
- pismo długie – tradycyjne pismo we wszystkich jego odmianach (drukowanej i pisanej);
- szybkopisanie – stenografia;
- znacznik – symbol nadany danemu słowu, związkowi frazeologicznemu lub pojęciu wyróżniającemu się zwykle dużą częstością występowania;
- frazeogram – znacznik dla związku frazeologicznego.

## Stenografia w Polsce dziś
W Polsce stosowane są:
- system Józefa Polińskiego;
- system Stanisława Korbla;
- Jednolity system stenografii polskiej Ryszarda Łazarskiego.

Kilkadziesiąt innych systemów zdobyło popularność rzędu kilkunastu użytkowników i trudno powiedzieć, czy jeszcze są w użyciu. Wymienione wyżej metody również nie mają aktualnie silnej reprezentacji. Od połowy lat 80. XX wieku stenografia stopniowo traci swoje tradycyjne miejsca zastosowania wypierana przez urządzenia elektroniczne, jak komputer z edytorem tekstu, dyktafon czy wyrafinowane systemy protokołowania.
Do roku 2019 istniało w Polsce Stowarzyszenie Stenografów, Maszynistek i Sekretarek.